# Rural Hall

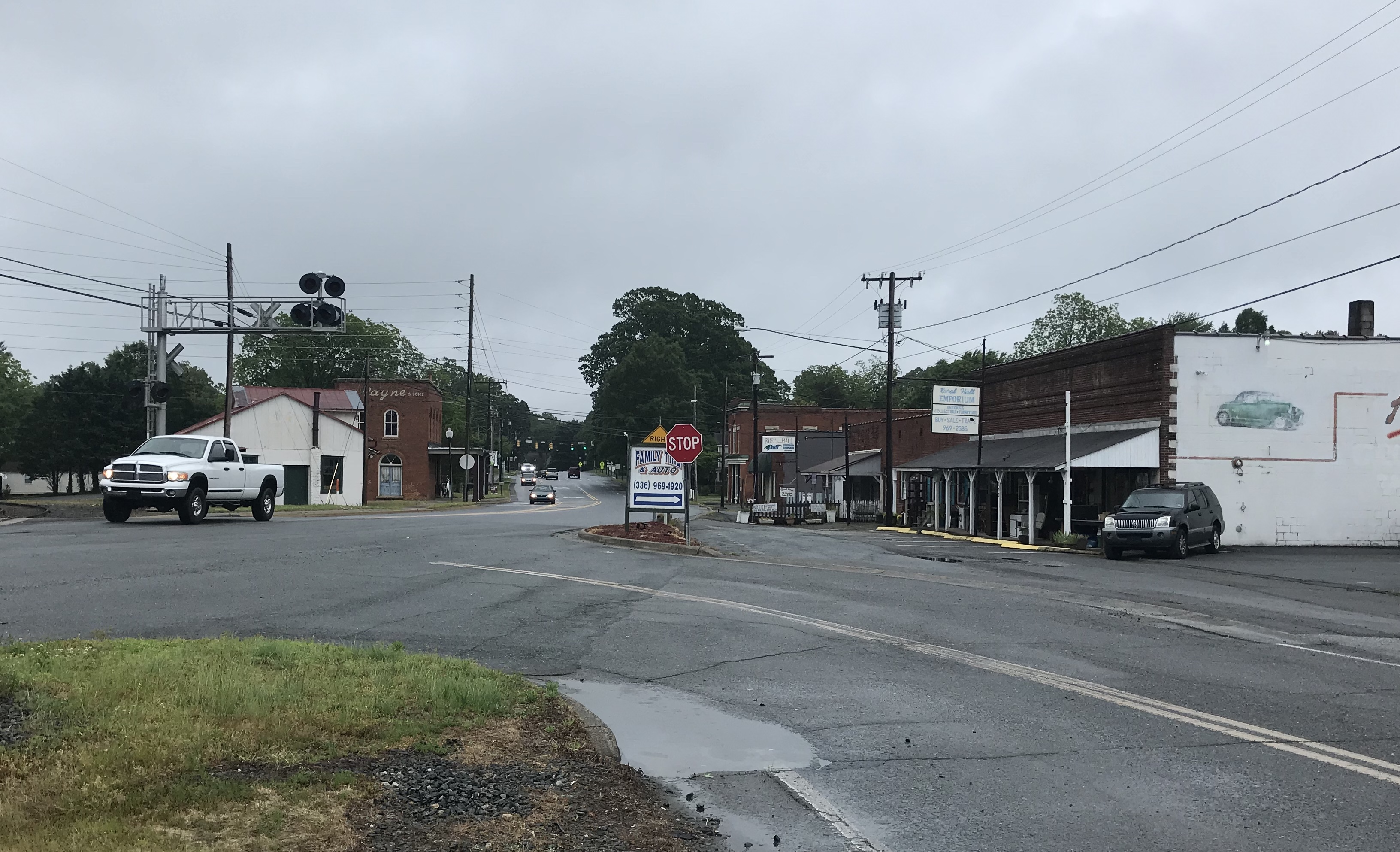
Rural Hall, cidade localizada no estado norte-americano de Carolina do Norte.

Rural Hall é uma cidade  localizada no estado norte-americano de Carolina do Norte, no Condado de Forsyth.

## Demografia
Segundo o censo norte-americano de 2000, a sua população era de 2464 habitantes.
Em 2006, foi estimada uma população de 2621, um aumento de 157 (6.4%).

## Geografia
De acordo com o United States Census Bureau tem uma área de
7,2 km², dos quais 7,2 km² cobertos por terra e 0,0 km² cobertos por água. Rural Hall localiza-se a aproximadamente 287 m acima do nível do mar.

## Localidades na vizinhança
O diagrama seguinte representa as localidades num raio de 16 km ao redor de Rural Hall.